# Tessellota pura
Tessellota pura är en fjärilsart som beskrevs av Breyer 1957. Tessellota pura ingår i släktet Tessellota och familjen björnspinnare. Inga underarter finns listade i Catalogue of Life.